# 新見警察署
新見警察署（にいみけいさつしょ）は、岡山県警察が管轄する警察署の一つである。

## 所在地
- 岡山県新見市新見389番地1

## 管轄区域
- 新見市

## 沿革
- 1876年6月 第4警察出張所第3巡査屯所を設置。
- 1877年2月 高梁警察署井村分署に改称。
- その後、高梁警察署新見分署に改称。
- 1886年 新見分署が新見警察署として独立。高梁警察署井村分署を設置。
- 1896年 高梁警察署井村分署を新見警察署に統合。
- 1948年3月 国家地方警察阿哲地区警察署と自治体警察新見上市警察署に分離。
- 1954年7月1日 国家地方警察阿哲地区警察署に自治体警察新見上市警察署が統合し新見警察署に改称。
- 2003年11月2日 新庁舎で業務開始。
- 2021年 刑事課と生活安全課を統合し生活安全刑事課へ組織改編。
- 2025年 地域課と交通課を統合し地域交通課へ組織改編。

## 組織
- 署長
- 副署長兼警務課長(警部)
- 生活安全刑事課
- 地域交通課
- 総務会計課
- 警備課

## 交番
（）の中は所在地。
- 新見駅前交番（新見市西方）
  - 新見市のうち金谷（一部）、正田、高尾、新見、西方（一部）

## 駐在所
（）の中は所在地。
- 千屋駐在所（新見市千屋実）
  - 新見市のうち菅生（一部）、千屋、千屋井原、千屋実、千屋花見
- 上市駐在所（新見市上市）
  - 新見市のうち上市（一部）、坂本、菅生（一部）、西方（一部）、馬塚
- 熊谷駐在所（新見市上熊谷）
  - 新見市のうち上熊谷、下熊谷、菅生（一部）
- 石蟹駐在所（新見市石蟹）
  - 新見市のうち石蟹、金谷（一部）、唐松、長屋
- 井倉駐在所（新見市井倉）
  - 新見市のうち井倉、草間（一部）、足見（一部）、法曽
- 土橋駐在所（新見市土橋）
  - 新見市のうち草間（一部）、足見（一部）、土橋、豊永赤馬（一部）、豊永宇山、豊永佐伏
- 刑部駐在所（新見市大佐小阪部）
  - 新見市のうち大佐大井野、大佐小阪部、大佐上刑部、大佐小南、大佐田治部、大佐永富、大佐布瀬、豊永赤馬（一部）
- 本郷駐在所（新見市哲多町本郷）
  - 新見市のうち哲多町老栄、哲多町大野、哲多町萩尾、哲多町蚊家、哲多町田淵、哲多町成松、哲多町花木、哲多町本郷、哲多町宮河内、哲多町矢戸
- 神代駐在所（新見市神郷下神代）
  - 新見市のうち足立（一部）、上市（一部）、神郷下神代、神郷油野、西方（一部）
- 新郷駐在所（新見市神郷釜村）
  - 新見市のうち足立（一部）、神郷釜村、神郷高瀬
- 矢神駐在所（新見市哲西町上神代）
  - 新見市のうち哲西町上神代、哲西町矢田
- 野馳駐在所（新見市哲西町畑木）
  - 新見市のうち哲西町大竹、哲西町大野部、哲西町畑木、哲西町八鳥